# Колодежи (Минская область)
Колодежи (бел. Калодзежы) — деревня в Червенском районе Минской области Белоруссии. Центр Колодежского сельсовета.

## Географическое положение
Расположена в 12 км северо-восточнее райцентра, в 74 км к юго-востоку от Минска, в 30 км от железнодорожной станции Пуховичи линии Минск—Осиповичи, на автодороге M-4 Минск—Могилёв.

## История
Деревня известна как минимум со второй половины XVI века. В то время она входила в Минское воеводство Великого Княжества Литовского сперва была владением Кежгайлов, затем перешла роду Завишей, а впоследствии стала собственностью виленских епископов. На 1597 год упоминается как село Колодези. На 1618 год в селе было 18 дворов, рядом располагался одноимённый фольварок, они принадлежали Киево-Печерскому монастырю. На 1701 год деревня, насчитывавшая 7 дворов. После II раздела Речи Посполитой Колодези вошли в состав Российской Империи. На 1800 год село входило в состав Игуменского уезда Минской губернии и являлось шляхетской собственностью, здесь был 21 двор, проживал 161 человек, имелась корчма. В середине XIX века деревня относилась к имению Ивановск, принадлежавшему Шевичам. На 1858 год здесь было 32 двора. В 1884 году в Колодезях открыта школа церковной грамоты, где учились 30 мальчиков. По данным Переписи населения Российской империи 1897 года, деревня входила в состав Юровичской волости, здесь насчитывалось 73 двора и 523 жителя, имелись православная церковь и хлебозапасный магазин. В начале XX века здесь было 95 дворов, жили 670 человек. В 1909 году в деревне открыто земское народное училище. В 1917 году в деревне было 128 дворов и 572 жителя. С февраля по декабрь 1918 года деревня была оккупирована немецкими войсками, с августа 1919 по июль 1920 — польскими. В период Гражданской войны в районе деревни шли бои, погибшие здесь красноармейцы были похоронены на деревенском кладбище в братской могиле. После окончательного установления советской власти на базе народного училища была создана рабочая школа 1-й ступени. 20 августа 1924 года деревня стала центром вновь образованного Колодезского сельсовета Червенского района (с 20 февраля 1938 — Минской области. Согласно Переписи населения СССР 1926 года здесь насчитывалось 130 дворов, проживали 568 человек. В колодезской школе насчитывалось 80 учеников (43 мальчика и 37 девочек), при ней работала небольшая библиотека, имелся также пункт ликвидации безграмотности среди взрослых. В 1920-е в рамках проведения политики «Прищеповщины» земли вблизи деревни, до Революции принадлежавшие помещику генералу Шевичу, были отданы сельчанам в свободное пользование, и на них были основаны многочисленные хутора и небольшие деревеньки, такие как Бродок, Горелый Остров, Гумнище, Дубровка, Забочье, Клящевка, Кражик, Красный Угол, Кульбаки, Осиновка, Селянин, Становка, Сунище, Трактор, Труд. В 1929 году в Колодезях был организован колхоз «Красное Знамя», при нём функционировала крупорушка. Во время Великой Отечественной войны деревня была оккупирована немецко-фашистскими захватчиками в начале июля 1941 года. В лесах в районе деревни развернули активную деятельность 1-я Минская партизанская бригада и партизанская бригада «Красное Знамя». В 1942 году фашисты зверски убили 18 жителей деревни, часть Колодезей была сожжена. Жертвы немцев были похоронены в братской могиле на местном кладбище. Там же расположена и братская могила погибших в боях с немцами советских солдат. Партизаны бригады «Красное Знамя» М. И. Дербан, М. И. Мотус, Р. Ф. Шут были похоронены в отдельных могилах. 106 жителей деревни не вернулись с фронта. Освобождена в начале июля 1944 года. После войны к 1966 году населённые пункты Ивановск (сегодня улица Ивановская), Забочье (ул. Забочанская), Горелый Остров (ул. Подлесная), Гумнище (часть ул. Восточная), Красный Угол (ул. Красноугольская), Кульбаки (ул. Южная), Селянин и Трактор (ул. Тракторная) были включены в черту деревни Колодези, деревня Замятовка объединена с деревней Заречье[уточнить], деревни и хутора Бродок, Дубровка, Кражик, Клящевка, Осиновка, Становка, Сунище и др. перестали существовать как населённые пункты. На 1960 год в деревне было 264 жителя. В 1973 году Колодези переименованы в Колодежи, а Колодезский сельсовет — в Колодежский. В 1980-е годы деревня входила в состав экспериментальной базы «Натальевск». На 1997 год здесь было 183 домохозяйства, 350 жителей, функционировали животноводческая ферма, пилорама, Ивановское лесничество, начальная школа, библиотека, фельдшерско-акушерский пункт, ветеринарный пункт, комплексный приёмный пункт бытового обслуживания населения, клуб, отделение связи, сберкасса, магазин.

## Население
- 1618 — 18 дворов
- 1701 — 7 дворов
- 1800 — 21 двор, 161 житель
- 1858 — 32 двора
- 1897 — 73 двора, 523 жителя
- начало XX века — 95 дворов, 670 жителей
- 1917 — 128 дворов, 572 жителя
- 1926 — 130 дворов, 568 жителей
- 1960 — 264 жителя
- 1997 — 183 двора, 350 жителей
- 2013 — 112 дворов, 201 житель

## Известные уроженцы
- уроженец и житель деревни Пётр Васильевич Воробей — ветеран Великой Отечественной войны, герой Социалистического труда